# Neil Robertson

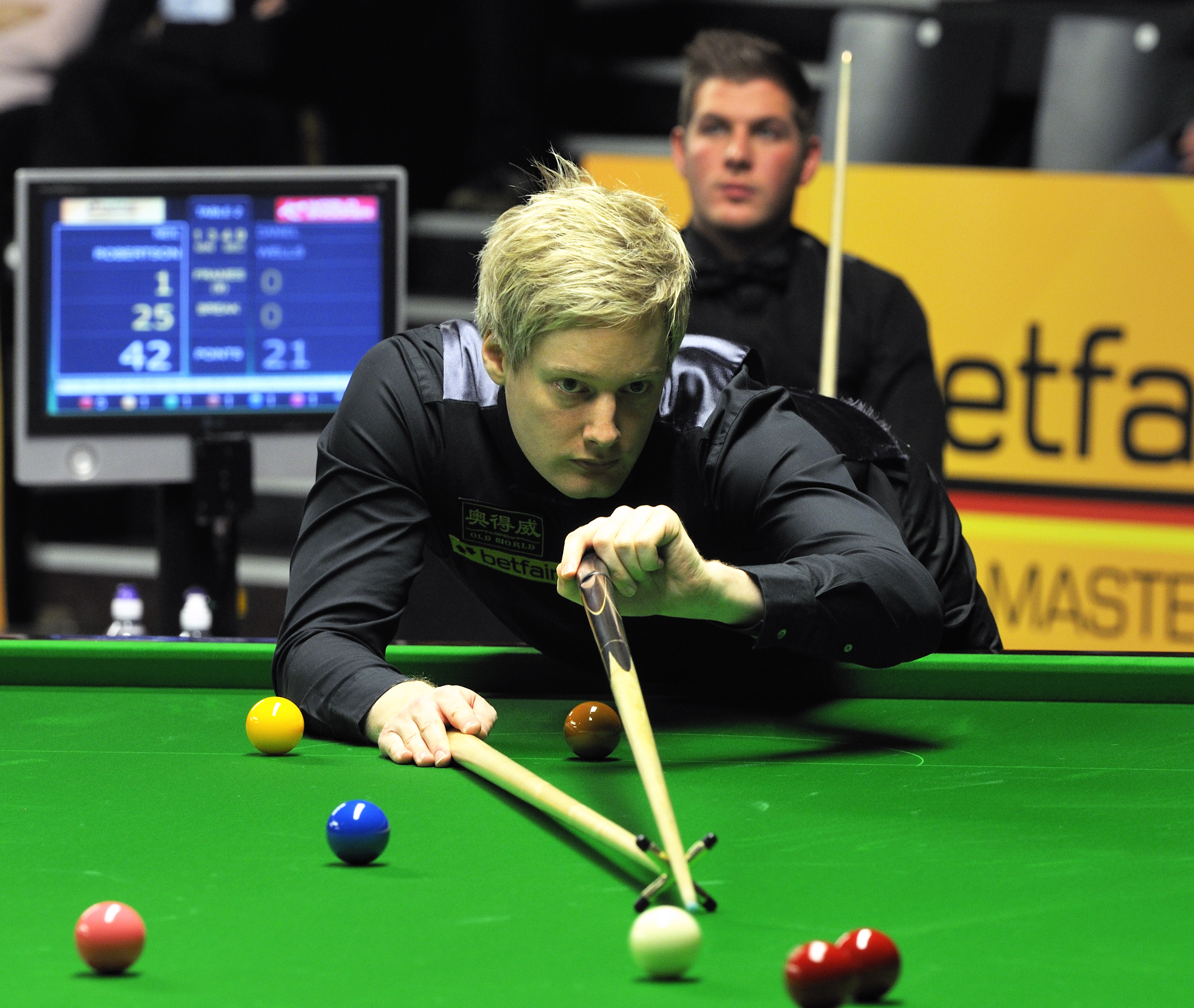
Neil Robertson (2013).

Neil Robertson (Melbourne, 11 de febrero de 1982) es un jugador profesional de snooker australiano, ganador de veinticinco títulos de ranking, entre ellos un campeonato del mundo.

## Comienzos en el snooker
Neil Robertson comenzó su carrera en el snooker a la edad de 14 años, cuando sorprendió a los más escépticos logrando un break que superaba la centena de puntos, el australiano más joven en conseguirlo. Alcanzados los 17, alcanzó la tercera ronda del Campeonato del Mundo de 1999.
En 2003, Robertson ganó el Campeonato del Mundo de Snooker sub-21, en Nueva Zelanda, lo cual le dio la posibilidad de participar en el Masters de 2004, en el que perdió contra Jimmy White por 2-6. El comentarista John Virgo ya vio en el australiano un enorme talento a la hora de embocar bolas, aunque destacó la dificultad que presentaba para jugar bolas defensivas.
En la temporada 2004/2005 Robertson subió hasta el top 32 del ranking mundial y participó en el Campeonato del Mundo, en el cual perdió contra Stephen Hendry por 7-10 en la primera ronda.
Fue en 2006 cuando se hizo un hueco en el top 16 mundial y llegó hasta los cuartos de final en el Campeonato del Mundo, cayendo ante el que fue campeón Graeme Dott tras remontar desde el 8-12 al 12-12 y embocar sin intención la bola rosa que necesitaba para forzar una falta al escocés.

## Carrera

### Ascenso hasta el éxito y primera victoria de Ranking
En la temporada 2006/2007, tras clasificarse primero de grupo en el 2006 Grand Prix, superó en rondas posteriores a Nigel Bond (3-2), Ronnie O'Sullivan (5-1), Alan McManus (6-2) y Jamie Cope (9-5) para hacerse con su primer título de ranking.
Tras exitosas actuaciones en el UK Championship y el Masters de 2007, fue en el Welsh Open donde derrotó a Stephen Hendry (marcando un 141 en el último frame), Ronnie O'Sullivan y Steve Davis para llegar a la final. En dicho partido comenzó dominando 6-2 a Andrew Higginson, pero perdió los siguientes 6 frames, quedando en un 6-8 en un partido al mejor de 9, pero consiguió los tres siguientes frames y se proclamó campeón.
El resto de la temporada no le fue nada bien. Terminó el año cayendo en cuartos de final del Campeonato del Mundo contra Ronnie O'Sullivan 10-13, a pesar de endosarle 6 frames consecutivos. Cayó del top 16 en el ranking anual.

### 2008, 2009 y 2010: Entre los grandes
Fue en 2008 cuando Robertson derrotó a Matthew Stevens, el cual estaba en un pletórico estado de juego, por 9-7 en 6 horas de juego y se hizo con el Bahrain Open de 2008, su tercer título de Ranking, que lo aupaba de vuelta al top 16 provisional.
Ese mismo año alcanzó las semifinales del Campeonato del Mundo, donde perdió contra Shaun Murphy por 14-17 después de igualar un 7-14 y perder los tres frames siguientes.
En octubre de 2009 se hizo con el Grand Prix tras derrotar en la final al chino Ding Junhui por 9-4, después de una espectacular semifinal en la que se jugó el partido con John Higgins en la bola negra del último y decisivo frame. Con su cuarto título de Masters bajo el brazo se colocaba 3º en el ranking mundial, por debajo del escocés John Higgins y el inglés Ronnie O'Sullivan.
En el Open de China de 2010 consiguió su primer 147, la máxima puntuación que se puede conseguir en el snooker, ante Peter Ebdon.

### Campeón del Mundo en 2010
En el Campeonato del Mundo de 2010, Robertson derrotó a Fergal O'Brien por 10-5 en primera ronda. El segundo partido se lo complicó mucho, después de empezar metiéndole 6 frames a 0 Martin Gould, pero consiguió hacerse con el partido por 13 a 12. En cuartos de final se encontró con el veterano Steve Davis, del que se deshizo con un 13-5, lo que le permitió acceder a la semifinal contra Allister Carter, al que también se impuso por 17-12. Se enfrentó en la final a Graeme Dott, el cual le endosó un 3-5 en la primera sesión, pero Robertson consiguió darle la vuelta en la segunda con un parcial de 6-2, colocándose 9-7. Esa ventaja la aprovechó muy bien el último día, en el que tras una larga final de más de 12 horas de juego, se impuso por 18-13 a Dott y se proclamó campeón del mundo. El primer australiano y cuarto jugador de fuera del Reino Unido en conseguir dicho título. Esta victoria le valió para colocarse 2º en el ranking mundial, adelantando a Ronnie O'Sullivan, y con posibilidades de adelantar a John Higgins. 

### 2010 - 2021
Después llegaría a ser número uno mundial en los períodos: septiembre a diciembre de 2010, junio de 2013 a mayo de 2014, julio a agosto de 2014 y diciembre de 2014 a enero de 2015.

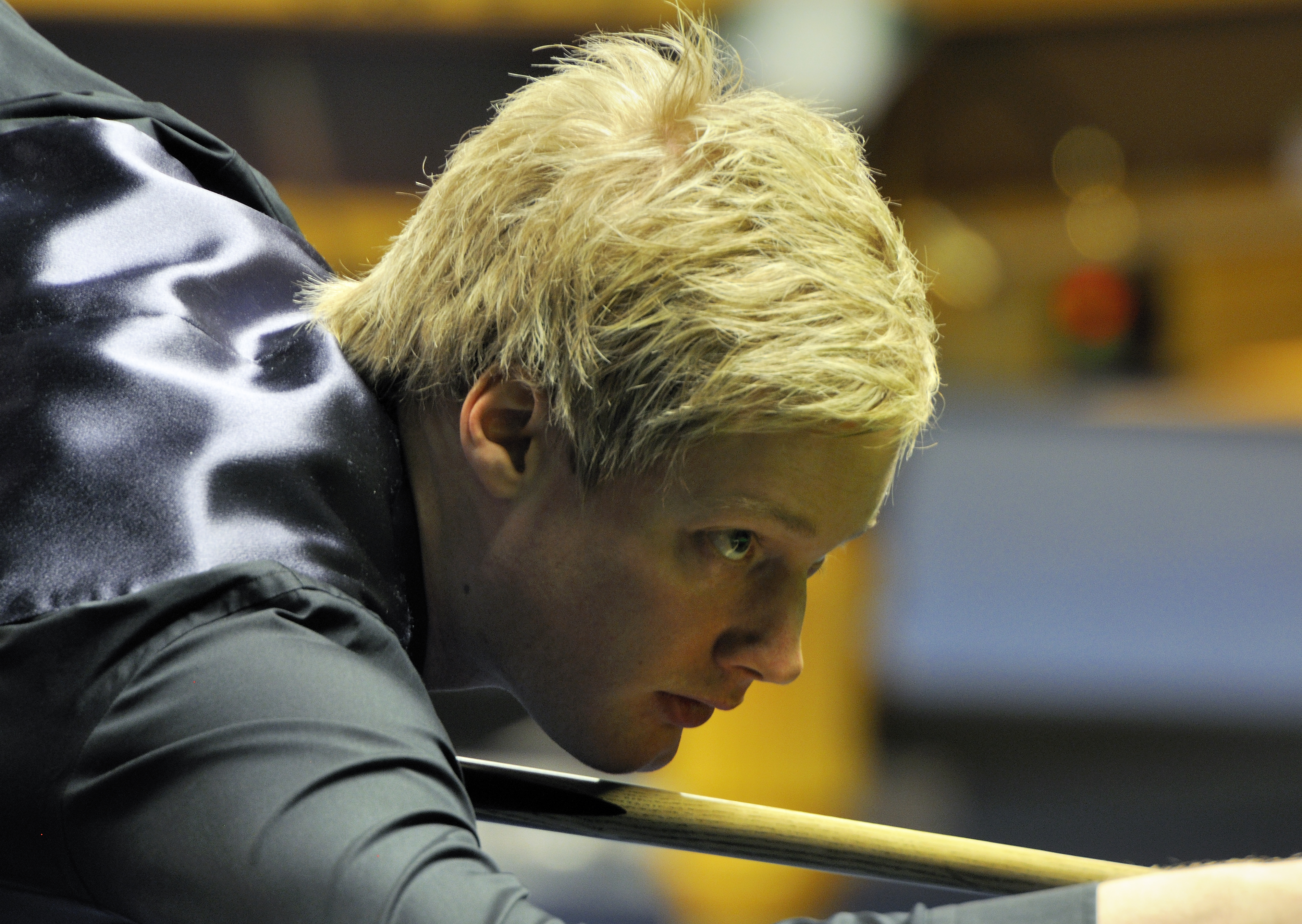
Neil Robertson (2013).

## Vida personal
Durante la temporada, Robertson reside en Cambridge, Inglaterra. Entrena en el Club de Snooker de Willie Thorne con el profesional Joe Perry.

## Clasificación histórica
| Torneo                          | 1998/ 99            | 1999/ 00            | 2000/ 01            | 2001/ 02            | 2002/ 03            | 2003/ 04            | 2004/ 05            | 2005/ 06            | 2006/ 07            | 2007/ 08 | 2008/ 09 | 2009/ 10 |     |
| ------------------------------- | ------------------- | ------------------- | ------------------- | ------------------- | ------------------- | ------------------- | ------------------- | ------------------- | ------------------- | -------- | -------- | -------- | --- |
| Torneos de Ranking              |                     |                     |                     |                     |                     |                     |                     |                     |                     |          |          |          |     |
| Shanghai Masters                | No se celebró (NSC) | No se celebró (NSC) | No se celebró (NSC) | No se celebró (NSC) | No se celebró (NSC) | No se celebró (NSC) | No se celebró (NSC) | No se celebró (NSC) | No se celebró (NSC) | 1R       | 2R       | 1R       |     |
| World Open (Grand Prix)         | 1R                  | LQ                  | LQ                  | LQ                  | LQ                  | LQ                  | 3R                  | 1R                  | C                   | RR       | 1R       | C        |     |
| UK Championship                 | 1R                  | LQ                  | 1R                  | LQ                  | LQ                  | LQ                  | 2R                  | QF                  | 1R                  | 1R       | 2R       | 2R       |     |
| Welsh Open                      | 1R                  | LQ                  | LQ                  | LQ                  | LQ                  | LQ                  | 3R                  | 1R                  | C                   | 3R       | SF       | 2R       |     |
| China Open                      | 1R                  | LQ                  | LQ                  | LQ                  | NSC                 | NSC                 | LQ                  | 1R                  | 2R                  | 1R       | 2R       | 2R       |     |
| Campeonato del Mundo de Snooker | LQ                  | LQ                  | LQ                  | LQ                  | LQ                  | LQ                  | 1R                  | QF                  | 2R                  | 2R       | SF       | C        |     |
| Torneos fuera de Ranking        |                     |                     |                     |                     |                     |                     |                     |                     |                     |          |          |          |     |
| The Masters                     | A                   | A                   | A                   | A                   | A                   | WC                  | A                   | A                   | QF                  | 1R       | QF       | 1R       |     |
| Antiguos Torneos de Ranking     |                     |                     |                     |                     |                     |                     |                     |                     |                     |          |          |          |     |
| Tailandia Masters               | 1R                  | LQ                  | LQ                  | LQ                  | LQ                  | NSC                 | NSC                 | NSC                 | NSC                 | NSC      | NSC      | NSC      | NSC |
| The Players Championship        | 1R                  | LQ                  | LQ                  | LQ                  | LQ                  | 2R                  | NSC                 | NSC                 | NSC                 | NSC      | NSC      | NSC      | NSC |
| British Open                    | 1R                  | LQ                  | LQ                  | LQ                  | LQ                  | LQ                  | 1R                  | NSC                 | NSC                 | NSC      | NSC      | NSC      | NSC |
| Malta Cup                       | 2R                  | NSC                 | NSC                 | LQ                  | LQ                  | QF                  | QF                  | 1R                  | 2R                  | NR       | NSC      | NSC      |     |
| Northern Ireland Open           | NSC                 | NSC                 | NSC                 | NSC                 | NSC                 | NSC                 | NSC                 | 3R                  | QF                  | QF       | 3R       | NH       |     |
| Bahrain Open                    | NSC                 | NSC                 | NSC                 | NSC                 | NSC                 | NSC                 | NSC                 | NSC                 | NSC                 | NSC      | C        | NH       |     |

| Leyenda | Leyenda                   | Leyenda | Leyenda                                  |
| ------- | ------------------------- | ------- | ---------------------------------------- |
| LQ      | Perdió en clasificatorias | #R      | Perdió en rondas tempranas (Round Robin) |
| QF      | Llegó a cuartos de final  | SF      | Llegó a la semifinal                     |
| F       | Finalista                 | C       | Campeón                                  |
| DQ      | Descalificado             | A       | No participó                             |

| NSC / No se celebró           | NSC / No se celebró           | NSC / No se celebró           | NSC / No se celebró           | No se celebró el evento.         |
| NR / Torneos fuera de Ranking | NR / Torneos fuera de Ranking | NR / Torneos fuera de Ranking | NR / Torneos fuera de Ranking | No cuenta/contó para el ranking. |

## Finales

### Finales de torneos de ranking: 35 (22 títulos, 13 subcampeonatos)
| Leyenda                          |
| Campeonato Mundial (1–0)         |
| Campeonato del Reino Unido (3–0) |
| Otros (18–13)                    |

| Clasificación | N.º | Año  | Campeonato                           | Rival en la final | Resultado |
| ------------- | --- | ---- | ------------------------------------ | ----------------- | --------- |
| Campeón       | 1.  | 2006 | Grand Prix                           | Jamie Cope        | 9–5       |
| Campeón       | 2.  | 2007 | Abierto de Gales                     | Andrew Higginson  | 9–8       |
| Campeón       | 3.  | 2008 | Bahrain Championship                 | Matthew Stevens   | 9–7       |
| Campeón       | 4.  | 2009 | Grand Prix (2)                       | Ding Junhui       | 9–4       |
| Campeón       | 5.  | 2010 | Campeonato Mundial de Snooker        | Graeme Dott       | 18–13     |
| Campeón       | 6.  | 2010 | World Open (3)                       | Ronnie O'Sullivan | 5–1       |
| Subcampeón    | 1.  | 2012 | Players Tour Championship Finals     | Stephen Lee       | 0–4       |
| Subcampeón    | 2.  | 2012 | Campeonato Internacional             | Judd Trump        | 8–10      |
| Subcampeón    | 3.  | 2013 | Players Tour Championship Finals (2) | Ding Junhui       | 3–4       |
| Campeón       | 7.  | 2013 | China Open                           | Mark Selby        | 10–6      |
| Campeón       | 8.  | 2013 | Wuxi Classic                         | John Higgins      | 10–7      |
| Subcampeón    | 4.  | 2013 | Australian Goldfields Open           | Marco Fu          | 6–9       |
| Campeón       | 9.  | 2013 | Campeonato del Reino Unido           | Mark Selby        | 10–7      |
| Subcampeón    | 5.  | 2014 | China Open                           | Ding Junhui       | 5–10      |
| Campeón       | 10. | 2014 | Wuxi Classic (2)                     | Joe Perry         | 10–9      |
| Subcampeón    | 6.  | 2014 | Australian Goldfields Open (2)       | Judd Trump        | 5–9       |
| Campeón       | 11. | 2015 | Campeonato del Reino Unido (2)       | Liang Wenbo       | 10–5      |
| Subcampeón    | 7.  | 2016 | Abierto de Gales                     | Ronnie O'Sullivan | 5–9       |
| Campeón       | 12. | 2016 | Masters de Riga                      | Michael Holt      | 5–2       |
| Campeón       | 13. | 2017 | Abierto de Escocia                   | Cao Yupeng        | 9–8       |
| Campeón       | 14. | 2018 | Masters de Riga (2)                  | Jack Lisowski     | 5–2       |
| Subcampeón    | 8.  | 2018 | Campeonato Internacional (2)         | Mark Allen        | 5–10      |
| Campeón       | 15. | 2019 | Abierto de Gales (2)                 | Stuart Bingham    | 9–7       |
| Subcampeón    | 9.  | 2019 | Players Championship (3)             | Ronnie O'Sullivan | 4–10      |
| Subcampeón    | 10. | 2019 | Tour Championship                    | Ronnie O'Sullivan | 11–13     |
| Campeón       | 16. | 2019 | China Open (2)                       | Jack Lisowski     | 11–4      |
| Campeón       | 17. | 2020 | European Masters                     | Zhou Yuelong      | 9–0       |
| Subcampeón    | 11. | 2020 | German Masters                       | Judd Trump        | 6–9       |
| Campeón       | 18. | 2020 | World Grand Prix                     | Graeme Dott       | 10–8      |
| Subcampeón    | 12. | 2020 | Abierto de Inglaterra                | Judd Trump        | 8–9       |
| Campeón       | 19. | 2020 | Campeonato del Reino Unido (3)       | Judd Trump        | 10–9      |
| Campeón       | 20. | 2021 | Tour Championship                    | Ronnie O'Sullivan | 10–4      |
| Campeón       | 21. | 2021 | Abierto de Inglaterra                | John Higgins      | 9–8       |
| Subcampeón    | 13. | 2021 | World Grand Prix                     | Ronnie O'Sullivan | 8–10      |
| Campeón       | 22. | 2022 | Players Championship                 | Barry Hawkins     | 10–5      |

| Clasificación | N.º | Año  | Campeonato                        | Rival en la final | Resultado |
| ------------- | --- | ---- | --------------------------------- | ----------------- | --------- |
| Campeón       | 1.  | 2011 | Warsaw Classic                    | Ricky Walden      | 4–1       |
| Campeón       | 2.  | 2011 | Alex Higgins International Trophy | Judd Trump        | 4–1       |
| Campeón       | 3.  | 2012 | Abierto de Gdynia                 | Jamie Burnett     | 4–3       |
| Subcampeón    | 1.  | 2013 | Abierto de Bulgaria               | John Higgins      | 1–4       |
| Campeón       | 4.  | 2015 | Abierto de Gdynia (2)             | Mark Williams     | 4–0       |

| Leyenda                   |
| The Masters (2–2)         |
| Torneo de campeones (2–1) |
| Otros (3–1)               |

| Clasificación | N.º | Año  | Campeonato               | Rival en la final | Resultado |
| ------------- | --- | ---- | ------------------------ | ----------------- | --------- |
| Campeón       | 1.  | 2003 | Masters Qualifying Event | Dominic Dale      | 6–5       |
| Campeón       | 2.  | 2012 | The Masters              | Shaun Murphy      | 10–6      |
| Campeón       | 3.  | 2012 | General Cup              | Ricky Walden      | 7–6       |
| Subcampeón    | 1.  | 2013 | The Masters              | Mark Selby        | 6–10      |
| Subcampeón    | 2.  | 2013 | General Cup              | Mark Davis        | 2–7       |
| Subcampeón    | 3.  | 2015 | The Masters (2)          | Shaun Murphy      | 2–10      |
| Campeón       | 4.  | 2015 | Torneo de campeones      | Mark Allen        | 10–5      |
| Campeón       | 5.  | 2017 | Hong Kong Masters        | Ronnie O'Sullivan | 6–3       |
| Campeón       | 6.  | 2019 | Torneo de campeones (2)  | Judd Trump        | 10–9      |
| Subcampeón    | 4.  | 2020 | Torneo de campeones      | Mark Allen        | 6–10      |
| Campeón       | 7.  | 2022 | The Masters              | Barry Hawkins     | 10–4      |

| Leyenda                   |
| The Masters (2–2)         |
| Torneo de campeones (2–1) |
| Otros (3–1)               |

| Clasificación | N.º | Año  | Campeonato               | Rival en la final | Resultado |
| ------------- | --- | ---- | ------------------------ | ----------------- | --------- |
| Campeón       | 1.  | 2003 | Masters Qualifying Event | Dominic Dale      | 6–5       |
| Campeón       | 2.  | 2012 | The Masters              | Shaun Murphy      | 10–6      |
| Campeón       | 3.  | 2012 | General Cup              | Ricky Walden      | 7–6       |
| Subcampeón    | 1.  | 2013 | The Masters              | Mark Selby        | 6–10      |
| Subcampeón    | 2.  | 2013 | General Cup              | Mark Davis        | 2–7       |
| Subcampeón    | 3.  | 2015 | The Masters (2)          | Shaun Murphy      | 2–10      |
| Campeón       | 4.  | 2015 | Torneo de campeones      | Mark Allen        | 10–5      |
| Campeón       | 5.  | 2017 | Hong Kong Masters        | Ronnie O'Sullivan | 6–3       |
| Campeón       | 6.  | 2019 | Torneo de campeones (2)  | Judd Trump        | 10–9      |
| Subcampeón    | 4.  | 2020 | Torneo de campeones      | Mark Allen        | 6–10      |
| Campeón       | 7.  | 2022 | The Masters              | Barry Hawkins     | 10–4      |

| Clasificación | N.º | Año  | Campeonato                   | Rival en la final | Resultado |
| ------------- | --- | ---- | ---------------------------- | ----------------- | --------- |
| Subcampeón    | 1.  | 2013 | Campeonato del mundo Six-Red | Mark Davis        | 4–8       |

### Finales pro-am: 2 (2 subcampeonatos)
| Clasificación | N.º | Año  | Campeonato               | Rival en la final | Resultado |
| ------------- | --- | ---- | ------------------------ | ----------------- | --------- |
| Subcampeón    | 1.  | 2007 | Paul Hunter English Open | Matthew Couch     | 5–6       |
| Subcampeón    | 2.  | 2010 | Abierto de Austria       | Judd Trump        | 4–6       |

## Tacadas máximas
En snooker la tacada (serie de tiros consecutivos sin fallar) máxima posible es de 147 puntos. 
| N.º | Año  | Campeonato                         | Oponente       | Ref. |
| --- | ---- | ---------------------------------- | -------------- | ---- |
| 1.  | 2010 | China Open                         | Peter Ebdon    |      |
| 2.  | 2013 | Wuxi Classic (Clasificación)       | Mohamed Khairy |      |
| 3.  | 2015 | Campeonato del Reino Unido (Final) | Liang Wenbo    |      |
| 4.  | 2019 | Abierto de Gales (Ronda 1)         | Jordan Brown   |      |